# Балов, Иван Егорович
Ива́н Его́рович Балов (10 января 1927 — 7 мая 2012) — председатель колхоза им. В. И. Ленина Старожиловского района Рязанской области, Герой Социалистического Труда (1966).

## Биография
Родился 10 января 1927 года в селе Выползово Рязанского уезда Рязанской губернии в крестьянской семье. После окончания Петровической семилетней школы работал в родном селе конюхом, пастухом, пахарем.
В 1945 году И. Е. Балов поступил на работу в райуполминзаг на должность агента по заготовкам, а через три года был избран председателем Выползовского сельского Совета. В 1949 году выдвинут на должность инструктора Спасского райисполкома. Окончил курсы товароведов по скотосбыту в техникуме города Острогожска Воронежской области. Работал управляющим Ижевской, затем с 1953 года Букринской межрайонной конторой «Заготскот».
В июне 1954 года И. Е. Балов был избран председателем колхоза сельхозартели имени Ленина в селе Гребнево Старожиловского района.
Молодой руководитель начал с укрепления дисциплины, в том числе финансовой, сокращения управленческого аппарата, создания комплексных мобильных бригад колхозников. В первые годы работы Балова в сельхозартели поднялась урожайность, повысилась продуктивность животноводства. В 1958 году произошло укрупнение сельхозпредприятия, оно было преобразовано в колхоз. В его состав вошли села Гребнево, Заполье, деревни Епихино, Душкино, Игнатово, Михалково.
С 1954 по 1966 годы в колхозе произошёл значительный рост производства продукции и продажи её государству: урожайность зерновых увеличилась с 2 центнеров с гектара до 10-12, до 150 ц — картофеля, до 3300 кг — надои молока от одной коровы. Внедрялись передовые методы хозяйствования, элементы хозрасчёта, были ликвидированы мелкие животноводческие фермы, укрупнены поля. Повысились денежные доходы хозяйства, что позволило построить новые скотные дворы, склады и другие хозяйственные постройки. За экономические успехи колхоз был награждён памятным знаменем Президиума Верховного Совета РСФСР, Совета Министров РСФСР и ВЦСПС.
Указом Президиума Верховного Совета СССР от 22 марта 1966 года за достигнутые успехи в развитии животноводства, увеличение производства и заготовок мяса, молока, яиц, шерсти и другой продукции Балову Ивану Егоровичу присвоено звание Героя Социалистического Труда с вручением ордена Ленина и золотой медали «Серп и Молот».
В феврале 1971 года «за большие успехи, достигнутые в развитии сельскохозяйственного производства и выполнении пятилетнего плана продажи государству продуктов земледелия и животноводства» колхоз был награждён орденом Октябрьской Революции. В 1987 году хозяйство одним из первых в области вышло на 407 % рубеж урожайности зерновых. В 1990 году Балов начал работу по реорганизации хозяйства.
Активно участвовал в общественной жизни. Избирался членом обкома КПСС, членом бюро Старожиловского райкома партии, депутатом областного Совета депутатов трудящихся, делегатом XXIII съезда КПСС.
С 2007 года — на пенсии. Скончался 7 мая 2012 года на 86-м году жизни.

## Награды
- Медаль «Серп и Молот» (1966);
- два ордена Ленина;
- орден Октябрьской Революции (1971);
- орден Трудового Красного Знамени;
- орден «За заслуги перед Отечеством» 4-й степени (20.04.2006);
- медали;
- знак «Отличник народного просвещения СССР»;
- знак «Отличник народного просвещения РСФСР»;
- Почётный гражданин Рязанской области (2002).